# Rodalia de Madrid
La Rodalia de Madrid (castellà: Cercanías Madrid) és el servei ferroviari explotat per Renfe Cercanías, divisió de Renfe Operadora, sobre una infraestructura d'Adif, que comunica la ciutat de Madrid amb la seva àrea metropolitana i les principals poblacions de la Comunitat de Madrid.
La seva xarxa s'estén per una gran part de la regió, incluïnt a més a més diverses localitats limítrofes amb Madrid com a Azuqueca de Henares i Guadalajara a la província de Guadalajara i la zona del Port de Cotos entre Madrid i Segòvia.
Rodalies Madrid arriba doncs a la gran majoria de la població de la Comunitat de Madrid, incloses algunes parts de la seva àrea metropolitana, que a la seva interpretació més àmplia, arriba fins a les ciutats de Guadalajara, Àvila i Segòvia.
La xarxa, amb una plantilla d'uns 1300 empleats, comta amb deu línies en funcionament, discorrent per 370 quilòmetres de vies fèrries, amb 89 estacions de les que més de vint tenen correspondència amb el Metro de Madrid i una d'elles amb el Tranvia de Parla. En dies laborables hi ha unes 1 385 circulacions diàries, puguint transportar un total de 880 000 viatgers.

## Història
La història de Rodalies Madrid, el servei ferroviari suburbà de Renfe, en l'àmbit de la Comunitat de Madrid (Espanya), es la successió de fets esdevinguts des de 1851 que va donar lloc en la dècada de 1980 a la xarxa de Rodalies més important d'Espanya amb respecte al número de línies i viatgers transportats. S'hi fonamenta en quatre fets decisius:
·En 1980 es publica el Pla General Ferroviari a nivell nacional i dos anys després ho ferà el Pla Ferroviari per al Àrea Metropolitana de Madrid.
·En 1985 va surgir el Consorci Regional de Transports de Madrid, que reunia en un únic organisme les competències referents a transports a la Comunitat de Madrid (Llei 5/1985, de 16 de maig, de creació del Consorci Regional de Transports Públics Regulars de Madrid)
·En febrer de 1987 es va creer el dit Abonament de Transports, títol de transport per a realitzar illimitats viatges durant un mes en una determinada zona, que proporcionava una gran flexibilitat i comoditat als viatgers, perquè es pugui usar a Rodalies Madrid, Metro de Madrid, autobusos urbans i interurbans. La zonificació estava basada en una sèrie de corones concèntriques centrades a Madrid i que abraçaven tota la Comunitat. Això permetia reduir costos de viatge (abans de bitllets eren incompatibles entre sí) i fomentar així l'ús del transport públic.
·Per acabar, en 1989 l'enginyer el Javier Bustinduy, fundador i director general de Renfe Rodalies, ideà i executar la reestructuració interna de RENFE, per a crear la Unitat de Negoci de Rodalies, divisió interna de l'empresa amb capacitat per a gestionar les 12 xarxes de Rodalies creades a Espanya (Madrid, Barcelona, Bilbao, Sevilla, València, Múrcia, Alacant, Astúries, Sant Sebastià, Santander, Cadis i Màlaga), amb 40 línies de viatgers, i 500 estacions. Sota la seva direcció, es va gestar la duplicació de demanda i la triplicació de ingresos en quatre anys.

## Infraestructura
Totes les línies de la xarxa, excepte la C-9 i el trajecte Villalba - Cercedilla de la C-8, discorren per línies ferroviàries de doble via, i alguns trajectes sobre línies de quatre vies (Atocha-San Cristóbal Industrial i San Fernando de Henares-Alcalá d'Henares); i tota la xarxa està electrificada.
La principal estació és Atocha-Cercanías, per la qual passen totes les línies excepte la C-3a i la C-9.
Aquesta xarxa de rodalia utilitza les següents línies de la xarxa d'ADIF: 
- La Línia Imperial (Madrid-Irun) entre Madrid i El Escorial.
  - El Bypass de Pinar de las Rozas.
  - La línia Chamartín-Pinar de las Rozas.
- La línia Villalba-Segòvia entre Villalba i Cercedilla.
- El ferrocarril directe Madrid-Burgos entre Madrid i Colmenar Viejo i variant de Cantoblanco.
  - Branc Cantoblanco-Alcobendas.
- El Passadís Verd Ferroviari (en castellà, pasillo verde ferroviario).
- La connexió ferroviària Atocha-Chamartín.
- La línia Madrid-Saragossa entre Madrid i Guadalajara.
- La línia Madrid-Ciudad Real-Badajoz entre Madrid i Parla i variant ferroviària de Parla.
- La línia Madrid-Alacant entre Madrid i Aranjuez.
- La línia Madrid-València d'Alcántara entre Villaverde Alto i Humanes de Madrid.
- La variant Atocha-Villaverde Alto.
- La línia Madrid-Móstoles.
- La línia d'ample mètric Cercedilla-Cotos (antic Ferrocarril del Guadarrama).

També utilitza una línia d'ample ibèric de MINTRA: la línia Pinto-San Martín de la Vega.

## Línies
| línia | recorregut                                                                                  | km  |
| ----- | ------------------------------------------------------------------------------------------- | --- |
| ...   | Príncipe Pío - Atocha - Chamartín - Aeropuerto T4                                           |     |
| ...   | Guadalajara - Alcalá de Henares - Atocha - Recoletos - Chamartín                            | 65  |
| ...   | Chamartín - Sol - Atocha - Aranjuez                                                         | 57  |
| ...   | Aranjuez - El Escorial - Sol - Atocha - Santa María de la Alameda                           | 106 |
| ...   | Alcobendas-San Sebastián de los Reyes / Colmenar Viejo - Chamartín - (Sol) - Atocha - Parla | 66  |
| ...   | Móstoles–El Soto - Atocha - Fuenlabrada - Humanes                                           | 45  |
| ...   | Alcalá de Henares - Atocha - Recoletos - Chamartín - Las Rozas - Príncipe Pí                | 82  |
| ...   | Cercedilla - Villalba - Chamartín - Recoletos - Atocha - Alcalá de Henares - Guadalajara    | 78  |
| ...   | Cercedilla - Puerto de Navacerrada - Cotos                                                  | 18  |
| ...   | Villalba - Príncipe Pío - Atocha - Recoletos - Chamartín - Aeropuerto T-4                   | 55  |

### Estacions i línies tancades
En els últims anys s'hi han tancat algunes estacions i baixadors per falta de viatgers
1980: Diputación
1991: Santa Catalina
1994: Los Peñascales
1996: Pitis (tornant a obrir en l'any 1999, amb l'arribada del Metro)
2007: Seseña (11 d'abril)
2010: El Tejar (1 d'agost)
2011: Cercedilla Pueblo, Las Heras, Camorritos, Siete Picos, Dos Castillas, Vaquerizas (Anteriorment també fou tancat el baixador de Collado Albo, a la mateixa línia que els anteriors)

2012: Parque de Ocio i San Martín de la Vega (4 d'abril)

## Horaris
Els horaris de funcionament dels trens de Cercanías Madrid depenen de cada línia, encara que totes comencen en un dia laborable entre les 05:00 i les 5:30 h i acaben a mitjanit. El primer dels trens surt a les 05:07 h en la línia C-5 de l'estació de Móstoles-El Soto, amb destinació Atocha. Un cas especial és el de la línia C-9, que —pel seu caràcter turístic— funciona solament de 09:30 a 20:30 h.
La freqüència dels trens depèn de la població de les ciutats que travessa cada línia, així com de l'afluència de viatgers. La secció central de la xarxa (d'Atocha a Chamartín), té trens cada 3 o 4 minuts (de diverses línies) en hora punta. D'altra banda, els brancs més allunyats de la línia C-8 (trens amb destinació El Escorial i Cercedilla) tenen trens cada hora els caps de setmana.

## Bitllets
Rodalies és part del Consorci Regional de Transports de Madrid, i, per tant, fa servir els seu mateix sistema tarifari zonal, basat en corones concèntriques al voltant de Madrid. En canvi, existeixen leves diferències entre ambdues zonificacions:
·La Zona A del Consorci està dividida en Zona 0 i Zona A per a Rodalies. La Zona 0 inclueix les estacions de Madrid situades a dins de l'ametlla central (Atocha, Recoletos, Nuevos Ministerios, Chamartín, Sol, Méndez Álvaro, Delicias, Pirámides, Embajadores i Príncipe Pío)
·Seseña (antiga estació de la línia C-3a i C-3 de la localitat toledana homònima situada entre Ciempozuelos i Aranjuez) era considerada com estació de la Zona C-1 (no de l'E1)
·Azuqueca i Guadalajara són considerades per Rodalies com estacions de la Zona C-1 i C-2, respectivament (no de l'E1)
·Aeroport T-4 és una estació zona B2 a efectes de bitllets de Renfe, no així per abonaments transport als que s'admite la zona A i B1.

## Material mòbil
En la xarxa de Rodalies Madrid s'usen les següents sèries de trens de Renfe.
- 442: en la C-9, especials per a ample mètric.
- 446: en totes les línies excepte la C-3, C-4 i C-9.
- 450: en les línies C-1, C-2, C-7, C-8 i C-10.
- Civia 465: en totes les línies excepte la C-5 i la C-9.